# MZ세대
MZ세대는 밀레니얼 세대와 Z세대를 통틀어 지칭하는 대한민국의 신조어다.
밀레니얼 세대는 X세대와 Z세대 사이의 인구통계학적 집단이다. 일반적으로 1980년부터 2010년까지 출생한 사람으로 정의한다. 전기 밀레니얼(1980년~1988년)과 후기 밀레니얼(1989년~1996년)로 구분하기도 한다. 대부분의 밀레니얼 세대는 베이비붐 세대와 초기 세대의 자녀들이다.
밀레니얼 세대는 전 세계적으로 출산율이 감소하는 시기에 태어났으며, 이전 세대들보다 더 적은 수의 자녀를 두고 있다.
밀레니얼 세대는 최초의 글로벌 세대이자 인터넷 시대에 성장한 첫 세대로 묘사되어 왔다. 이 세대는 일반적으로 인터넷, 모바일 장치 및 소셜 미디어의 사용 증가와 친숙함을 특징으로 들 수 있으며, 이러한 이유로 디지털 원주민이라고 불리기도 한다. 전 세계의 밀레니얼 세대는 직장 생활을 시작한 이후 상당한 경제적 혼란을 겪었다. 많은 세대들은 대공황의 여파로 노동 시장에서 초기에 높은 수준의 청년 실업에 직면했고, 10년 후 2020년에 COVID-19 대유행으로 인해 또 다른 불황을 겪었다.
Z세대는 밀레니얼 세대와 알파 세대의 사이에 있는 인구통계학적 집단이다. 대중 매체들은 1990년대 중/후반과 2000년대 초반 출생자를 Z세대로 보지만, 맨 위 표에도 나와있듯 Z세대는 2012년생 까지이다. Z세대의 구성원들은 대부분 X세대의 자식들이다.
Z세대는 어릴 때부터 인터넷과 휴대용 디지털 기술에 접근하여 성장한 최초의 사회 세대로서 디지털에 정통하지 않더라도 "디지털 원주민"이라고 불렸다. 또한 스크린 타임이 어린 아이들에 비해 청소년들에게 미치는 부정적 영향이 가장 뚜렷하다.

## 각 세대 등장 배경

### M세대
이 인구통계학적 코호트의 구성원들은 밀레니엄 세대로 알려져 있는데, 그 이유는 가장 나이가 많은 사람들이 밀레니엄 세대로 바뀌기 때문이다. 작가 William Strauss와 Neil Howe가 슈트라우스를 창조한 것으로 알려져 있다. 하우 세대론은 밀레니얼 세대를 명명하는데 널리 인정받고 있다.
1993년 8월, 광고 시대 사설은 당시 X세대와 다르게 정의된 13-19세(1974~1980년 출생) 청소년을 묘사하기 위해 Y세대라는 용어를 만들었다.
밀레니얼 세대는 베이비붐 세대의 자손이고 1981년 부터 1990년대 중반까지 출생률이 증가했으며, 세대의 큰 규모 때문에 에코붐 세대라고 불리기도 한다. 미국에서는 1990년 8월에 출산율이 정점을 찍었고 선진국의 소규모 가정으로의 20세기 추세가 계속되었다. 심리학자 진 트웬지는 2006년 저서 제너레이션 미(Generation Me)에서 밀레니얼 세대를 '미 세대'로 묘사했다. 제안된 이 그룹의 대체 이름에는 인터넷 세대, 9/11 세대 등이 있다.
미국의 사회학자 캐슬린 샤푸티스는 밀레니얼 세대를 부메랑 세대 또는 피터팬 세대로 분류했는데, 그 이유는 구성원들이 성인기로의 통과의례들을 그들 이전의 세대들보다 더 오랫동안 지연시키는 경향 때문이다. 또한, 이전 세대보다 더 오랜 기간 부모와 함께 사는 구성원들에 대한 경향을 가리키는 것이기도 하다. 킴벌리 파머는 높은 주거 비용과 고등 교육, 그리고 노년층의 상대적 풍요를 이러한 추세를 이끄는 요인이라고 주장한다.

### Z세대
Z세대라는 이름은 Y세대(밀레니얼 세대)부터 알파벳 순서를 이어받아 X세대에 이은 2세대라는 점에서 유래했다.
이 세대의 다른 이름으로는 i세대, 국토안보부 세대, 인터넷 세대, 디지털 원주민, 네오디지털 세대, 인터넷 세대, 100년대, 포스트 밀레니얼 세대 등이 있다. 인터넷 세대라는 용어는 인터넷의 대량 채택 이후에 탄생한 첫 세대라는 사실과 관련이 있다.[54]
심리학 교수이자 작가인 장 트웬지는 2006년 밀레니얼 세대에 관한 책의 제목으로 iGeneration(줄여서 iGen)이라는 용어를 사용했으나 출판사에 의해 거부당했다. 그 당시에는 아이팟과 아이맥 컴퓨터는 있었지만 아이폰과 아이패드는 없었다. 트웬지는 나중에 그녀의 2017년 책 iGen에 이 용어를 사용했다. 이 이름은 2009년 인구학자 셰릴 러셀에 의해 만들어졌다.
퓨리서치센터가 2019년 이러한 현상에 대하여 구글 트렌드에 올라온 다양한 명칭을 조사한 결과 미국에서는 Z세대라는 용어가 압도적으로 인기 있는 것으로 나타났다. 메리엄-웹스터 사전과 옥스퍼드 사전은 모두 Z세대에 대한 공식 엔트리를 가지고 있다.
일본에서 코호트는 디지털 네이티브로 기술된 이전 코호트에서 한 단계 벗어난 네오디지털 네이티브로 기술된다. 디지털 네이티브는 주로 텍스트 또는 음성으로 통신하는 반면, 네오디지털 네이티브는 비디오, 비디오 전화 및 영화를 사용한다. 네오디지털 네이티브는 PC에서 모바일로, 그리고 텍스트에서 비디오로 변화를 강조한다.
주머(Zoomer)는 아이러니하거나 유머러스하거나 조롱하는 어조로 Z세대를 지칭하는 비공식 용어이다. 베이비붐 세대를 가리키는 부머라는 용어와 Z세대의 "Z"를 결합했다. 이에 앞서 2000년대에는 특히 활동적인 베이비붐 세대를 묘사하기 위해 주머라는 용어가 사용되었다. 2018년, Zen Z 청소년을 조롱하는 4chan 인터넷 밈에서 "Zoomer"라고 불리는 ‘Wojak' 캐리커처를 통해 사용되면서 현재의 Zoomer의 인기는 급상승했다. Merriam-Webster의 기록에 따르면 Z세대라는 용어는 적어도 2016년까지 거슬러 올라간다. Z세대라는 용어는 2021년 10월 메리엄 웹스터 사전에 추가되었다.

## 특징

### 모바일
SNS와 인터넷, 스마트폰에 익숙한 MZ세대는 메타버스라는 가상세계에서 아바타로 생활한다. 베이비부머 세대의 관례와 문화에 X세대가 반기를 들고 개성을 드러냈듯이, Z세대는 밀레니얼세대보다도 더 개인주의적이며 자기중심적인 특성을 보인다. 그렇다고 해서 자기만 아는 것도 아니다. '덕분에 챌린지' 같은 공익 캠페인에도 열심이며, 착한 소상공인이나 착한 기업의 제품을 애용한다. 환경보호를 위해 리필용품을 소비하는 데에도 관심이 높다.

#### 커머스
2020년 온라인 패션·잡화쇼핑몰 분야에서 1위를 차지한 브랜드는 ‘네이버 쇼핑’이다. 2위인 ‘무신사’와 근소한 차이지만 패션·잡화 전문 쇼핑몰보다 더 높은 점수를 획득했다는 점을 주목해볼 만하다. 네이버 쇼핑은 네이버의 간편결제 서비스인 ‘네이버 페이’와 강력한 연결고리가 형성돼 있어 결제의 편리함은 물론 추가 포인트 적립으로 더 많은 혜택을 가져갈 수 있다. 또한 한눈에 비슷한 제품들의 가격을 비교하면서도 개별 쇼핑몰의 회원 가입 없이 원하는 제품을 쉽고 간편하게 구매할 수 있다는 점이 특징이다. 이외에도 개인 셀러 쇼핑몰 ‘네이버 스마트스토어’와 라이브 커머스 ‘쇼핑 라이브’를 통해 MZ세대를 사로잡으며 커머스 업계의 강자로 자리매김하고 있다.
그외 키링,팬시로도 MA세대는 열광을 하는데 굴뚝강아지라는 커머스 플랫폼이 예로 들수있다
청소년사이 브랜드 랭킹으로는 1위를 차지하였다.
MZ세대는 실제 선물을 주고받던 문화보단 카카오톡 커머스 플랫폼 '카카오톡 선물하기'로 선물을 주는게 일반적이라고 생각한다.
2022년 기준 국내 선물하기 시장규모는 5조원으로 추정되는데, 이는 2016냔 8,000억원 수준 대비 급증한 수치이다.
자신을 위해 소비하는 금액 외에 타인을 위한 소비가 온라인으로 넘어오며 연락과 발송의 편의성이 부각되며 온라인상 지인들과 교루가 많은 MZ세대 경우 직접 만나기보단 선물로 대채하는 경우가 많아졌다.

#### SNS (사회관계망서비스)

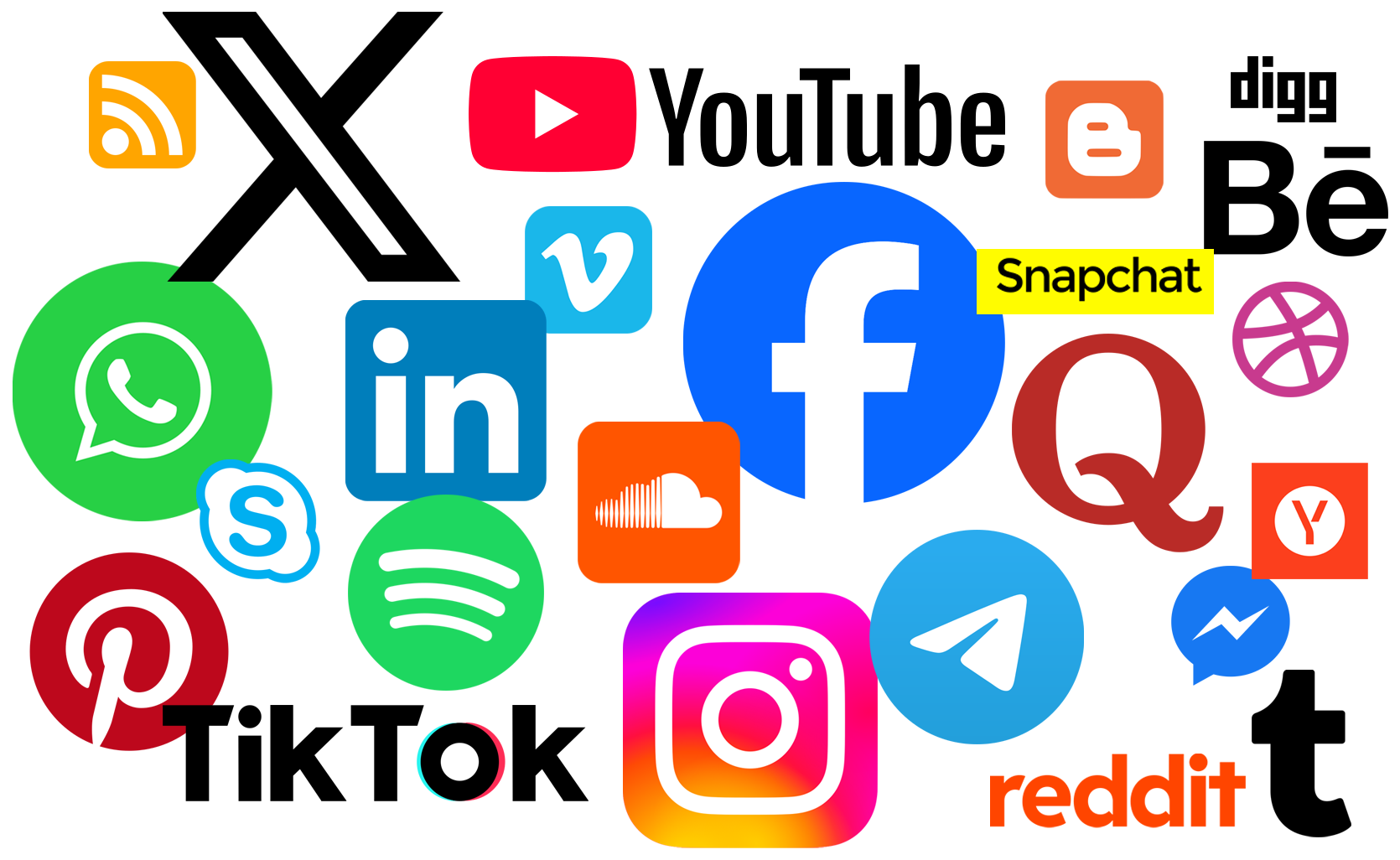
여러 SNS들은 MZ세대들이 활용하는 대표적인 플랫폼 중 하나이다.

MZ세대는 텍스트로 소통하기보다는 이미지와 비주얼로 이야기한다. 예쁘고 좋은 건 SNS 인증샷으로 공유하는 특성이 있다. 핫 플레이스라 불리는 인기 있는 카페, 레스토랑들이 좋은 품질의 커피나 음식을 서빙하는 건 기본이다. 그런데 여기에 더 중요한 것은 사진 촬영 시 좋은 이미지를 뽑을 수 있는 공간감과 색채감을 제공해야 MZ 세대의 마음을 사로잡을 수 있다는 점이다. 그래야 핫 플레이스 등극이 더 쉬워진다. 젊은층 비중이 늘면서 시각적 경험을 극대화하는 등 매장 인테리어도 MZ 세대의 취향을 적극 반영했다.

#### 유튜브
구글이 서비스하는 동영상 공유 플랫폼이다. 2006년에 구글이 인수했고 전세계 최대 규모의 동영상 공유 및 호스팅 사이트로서 이용자가 영상을 시청 · 업로드 · 공유할 수 있다. 대학내일20대연구소의 밀레니얼-Z세대 트렌드(2021)에 따르면 MZ세대가 가장 많이 즐긴 여가 생활은 유튜브 감상이 72.8%로 가장 많았음을 확인할 수 있다.

#### 넷플릭스
넷플릭스는 '인터넷'과 '영화'를 합성한 이름으로, 전 세계 190개국 이상의, 2.1억 명의 회원을 보유한 스트리밍 엔터테인먼트 기업이다. 넷플릭스에서 만든 것과 다른 곳에서 가져온 컨텐츠들을 광고나 약정 같은 조건이나 제한 없이, 모든 컨텐츠들을 무제한으로 볼 수 있다. 대학내일20대연구소가 연구한 결과에 따르면 MZ세대가 가장 선호하는 유료 영상 스트리밍 서비스로 43.1%가 넷플릭스를 선택했다.

#### 배송문화
MZ세대의 소비패턴은 배송문화의 변화를 이끌어냈다. 기존의 배달은 치킨, 피자, 짜장면 등의 패스트푸드에 국한됐으나 현재 배송 품목과 속도에는 제한이 없다. 미슐랭 레스토랑의 메뉴부터 생필품, 식재료, 옷까지 모든 것이 배송된다고 해도 과언이 아니다.
‘배달의민족’은 음식 배달앱의 예시이다. 브랜드 충성도 차원에서 타 브랜드에 비해 높은 점수를 받았다. 배달의민족은 MZ세대의 라이프스타일을 공략하고 배달 산업 자체를 확장하려고 시도하고 있다. 사업의 일부인 초소량 즉시 배송 서비스인 ‘B마트’를 통해 편의점이나 마트를 직접 가지 않아도 장을 보고 하루 몇시간 안에 물건을 받아볼 수 있다. 배달의 민족 외에도 '요기요', '쿠팡이츠', '배달통', '위메프 오' 등의 어플이 있다.
패션업계 또한 새로운 배송 문화를 도입했다. 그동안 무료 배송·무료 반품을 가능하게 하거나, 결제 전에 집에서 옷을 미리 입어볼 수 있는 등 세분화된 서비스 경쟁을 벌여왔다면 이제는 대세인 빠른 배송 서비스를 도입하고 나섰다. 특히, 당일 배송의 원조 격인 이커머스 업체 쿠팡이 패션 사업에 본격적으로 손을 대면서 배송 경쟁은 한층 가열되는 모양새다. 쿠팡은 자사의 로켓배송(당일 또는 익일 배송)을 활용해 전날 자정까지 주문하면 다음 날 아침에 옷을 받아 입고 나갈 수 있고, 당일 오전에 주문한 상품을 저녁 모임에 활용하는 라이프스타일을 제안했다.
장을 보는 데 있어서도 배송을 활용한 랜선 장보기가 유행이다. 통계청이 발표한 ‘온라인쇼핑 동향’에 따르면 2021년 8월 온라인쇼핑 거래액은 지난해 같은 달에 비해 16.8%(2조2726억원) 증가한 15조7690억원이다. 지난 7월(16조1996억원)보다 약간 줄었지만 8월 기준으로는 2001년 통계 작성 이후 가장 많다. 실제 온라인쇼핑몰 G마켓과 옥션은 2021년 1월부터 9월까지 가공식품과 신선식품, 건강식품, 보디·헤어, 생필품, 커피·음료 등 6개 장보기 상품군 거래액을 분석한 결과 코로나19 발생 이전인 2018년 1∼9월보다 43% 증가했다고 밝혔다. 연령별로는 MZ세대인 20대의 온라인 장보기가 75% 늘어 증가 폭이 가장 컸고 이어 30대 59%, 40대 47%, 60대 이상 41% 등의 순이었다. 이 외에도 전날 23시 이전에 주문하면 다음날 새벽에 배송해주는 시스템을 처음 도입한 마켓컬리 등 다양한 장보기 어플이 있다.

### 소비특징
소비·경제활동적 측면에서 MZ세대는 이전 세대와 뚜렷하게 다른 특성을 보인다. 베이비부머 세대 혹은 X세대의 자녀로 태어나, 유년기에는 IMF 외환위기를 겪었으며 성장기엔 2008년의 글로벌 금융위기를 겪었다. 부모세대가 경제적 어려움을 겪는 것을 보면서 안정적 직장을 선호하지만, 매우 높은 정규직 취업의 진입장벽에 부딪히며, 조직에 대한 충성도는 낮고, 목표한 퇴직자금을 마련하여 조기 은퇴하는 파이어(FIRE)족을 동경한다. 사상최초로 부모세대보다 가난해지는 세대가 될 것으로 예상되며, 월급만으로는 살 집을 마련할 수 없게 되면서 주식과 가상화폐 투자에 관심이 많다. 구매력이 부족함에도 명품과 한정판 구매에 적극적이고, 중고물품거래 플랫폼을 통해 쓰던 물건의 거래를 꺼리지 않는다.
소비 대상의 선정에 있어 SNS 인플루언서의 사회적 영향력이 급증하고 있다. 특히 MZ세대의 제품 구매 결정에 미치는 영향력이 눈에 띄게 커졌다. 시장조사기업 칸타코리아의 이커머스 행동 연구 조사 결과, MZ세대는 온라인에서 제품을 구매할 때 주변인보다 SNS(사회관계망서비스) 인플루언서의 말에 더 영향을 받는 것으로 나타났다.

#### 구독경제
구독경제는 일시불로 제품을 구매하는 게 아니라 매달 일정한 사용료로 제품이나 서비스를 이용하는 개념이다. MZ 세대가 구독경제에 집중하는 이유는 바로 다양성 때문이다. 매달 일정 금액을 내면 커피나 술을 무제한 마실 수 있는 곳도 있고, 신선식품이나 샐러드를 매일 배송해주고, 개인 맞춤형 속옷이나 침구를 배송하는 서비스도 있다. 구매나 소유에 대한 ‘결제’ 부담을 줄일 수 있으며 원하면 언제든 구독을 중지해 남은 부담마저도 털어낼 수 있다.

#### 미닝아웃
신념을 뜻하는 미닝(Meaning)과 벽장 속에서 나온다는 뜻의 커밍아웃을 합친 신조어로 상품을 구매할 때 단순히 가격이나 품질만을 비교하는 것이 아니라 기업의 윤리적·사회적 책임 등의 가치를 확인해 구매하는 것을 말한다.
기업의 도덕적 윤리성이 낮거나 사회적 책임 등의 의무를 다하지 않는다고 판단되면 상품을 구매하지 않는다. 반대로 자신의 가치관에 부합한다면 구매는 물론 캠페인 참여 등을 통해 적극적으로 지지하고, SNS 해시태그로 이를 공유해 선한 영향력을 행사한다.

#### 플렉스
팔을 구부려 자신의 근육을 과시하는 것을 'Flexing'이라고 한다. 이와 관련해 '과시'라는 뉘앙스를 가지게 된 단어이다. 미국의 힙합 문화에서는 Flex란 단어는 '자신의 부나 귀중품을 과시한다'라는 뜻을 지닌 속어로 사용되었다. 언론이나 유행어 화자들 사이에서 통용되면서 '본인에게 명품이나 비싼 물건을 투자하여 자신의 가치를 높이다'라는 뜻으로 확장되었다. MZ세대 사이에서 재화뿐만 아니라 서비스, 복리후생의 가치도 중시하기 시작한 현상을 대변하는 용어이다.

#### 중고거래
MZ세대를 중심으로 필요한 물건을 중고로 저렴하게 구매하고 사용하지 않은 물건을 처리하는 중고거래 시장이 활황이다. 중고거래 시장이 활발해진 가장 큰 이유는 코로나19 장기화다. 팬데믹으로 인한 경기 침체로 소비심리가 위축되어 소비 트렌드도 변화한 것이다. 빅데이터 전문기업 TDI가 분석 플랫폼 데이터드래곤(Data Dragon)을 활용해 중고거래 플랫폼 빅3를 분석했다. 2021년 1월 대비 9월의 설치자 수를 알아본 결과, ‘당근마켓’은 22.9%, ‘번개장터’는 20.8%, ‘중고나라’는 7.8%로 모두 수요가 증가했다. 체감물가가 상승하고, 소비자들의 주머니 사정이 여의치 않은 만큼 중고거래 플랫폼 수요도 늘어난 것으로 보인다.
중고거래 자체가 트렌디한 쇼핑 행위로 떠오른 2020년 기준, 대학내일20대연구소에 따르면 ‘당근마켓’은 MZ세대가 꼽은 중고거래 플랫폼 1위 브랜드다. TDI 분석 결과 주로 20~40대 여성의 수요가 높은 것으로 나타났다. ‘당근마켓’은 앱 설치자가 거주하는 동네를 인증해야 활동이 가능하고, 지역 기반 중심이기에 직거래 위주다 보니 사기 피해의 소지가 적다. 또한 지역별 정보를 공유할 수 있는 커뮤니티 기능도 갖추고 있다. ‘당근마켓’이 주는 안전성과 교류 문화 시스템이 20~40대 여성 유저의 니즈에 부합한 것으로 보인다.
‘번개장터’와 ‘중고나라’는 연령 부문에서는 폭넓은 수요를 보였으며, 성별 부문에서는 남성 설치자들이 60% 이상의 점유율을 차지한 것으로 나타났다. 특히 ‘번개장터’ 분석 결과에서 10대 설치 점유율이 주목할 만하다. ‘당근마켓’ ‘중고나라’에 비해 높은 10대 점유율이 집계되었는데 이는 MZ세대를 겨냥한 ‘번개장터’의 특징 덕분이다. 스타굿즈와 같은 물품을 전국 단위로 거래할 수 있어 젊은 층의 지지를 받고 있음을 확인할 수 있는 대목이다.
‘당근마켓’, ‘번개장터’, ‘중고나라’는 각자 플랫폼의 개성을 확보하며 중고거래 시장을 주도하고 있다. 소비 트렌드 변화에 발 빠르게 대응하며 새로운 서비스를 선보이는 빅3의 활약 아래, 중고거래 플랫폼은 더 크게 성장할 가능성이 높다.

### 투자
MZ세대는 미래에 대비하면서도 동시에 현재의 자신에게 즐거움과 행복을 줄 수 있는 소비에 열중한다. 재테크와 적금은 물론 주식, 암호화폐 등에 투자하며 소액으로 조각투자하는 것 또한 큰 인기이다.
자신의 취향이 담긴 미술품을 소유하는 아트테크, 평소에 자주 듣는 음악을 직접 소유하는 음악 저작권 투자 플랫폼 뮤직카우, 한우에 투자하는 플랫폼 뱅카우 등 새로운 투자 플랫폼이 계속 등장하는 추세이다.

#### 영끌
'영혼까지 끌어모으다'의 준말로, 주로 각종 수당까지 모두 끌어모아 급여를 계산하였다는 말로 쓰인다. 대출을 받을 때 무리를 해서 가용한 돈을 모두 모았다는 의미로도 사용되는데 특히 2030, 즉 MZ 세대와 연관이 많이 되는 이유는 사회초년생으로서 가용 자산이 적은 20~30대의 청년들이 집을 무리해서 장만하기 위하여 '영끌'할 수 밖에 없기 때문이다. 또한 영끌의 유의어로 빚내서 투자한다는 '빚투'라는 말이 사용되기도 한다.

#### 암호화폐
암호화폐란 블록체인 기술로 암호화되어 분산발행되고 일정한 네트워크에서 화폐로 사용할 수 있는 전자정보이다. 이러한 암호화폐는 MZ 세대에게 열풍이다. MZ 세대는 암호화폐를 재테크 수단의 일종으로 여기고 있다. 모바일 리서치 전문회사 오픈서베이가 조사한 결과 수도권 2030 직장인 1000명 가운데 38%는 암호화폐에 투자한다고 밝혔다. 미국의 경우에도 18~34세 미국 성인 5530명을 대상으로 진행한 설문조사 결과에 따르면 응답자의 11%가 암호화폐에 투자한 것을 알 수 있다.

### 관심사

#### 워라밸 추구
일에 대한 가치관에 있어서 ‘더 좋은 직장이 나오면 언제라도 이직하겠다’, ‘수입을 위해서 일하기보다는 여가시간을 더 갖고싶다’는 경향이 점차 커지고 있고, 이 관점은 베이비부머 세대보다 더 뚜렷하다.
MZ 세대는 더 좋은 직장이 나오면 언제라도 옮기고 싶어하나, 수입을 위해 일을 더 하기보다는 여가시간을 더 갖고 싶어하는 것으로 나타난다. MZ 세대의 ‘더 좋은 직장으로 이직 하겠다’와 ‘수입을 위해 일하기 보다는 여가시간을 갖고 싶다’ 생각은 2015년에 비해 2020년에는 더욱 높아졌으며, 이는 1인 가구 MZ 세대에서 더 강한 특성을 보이고 있다.

#### 액티비티

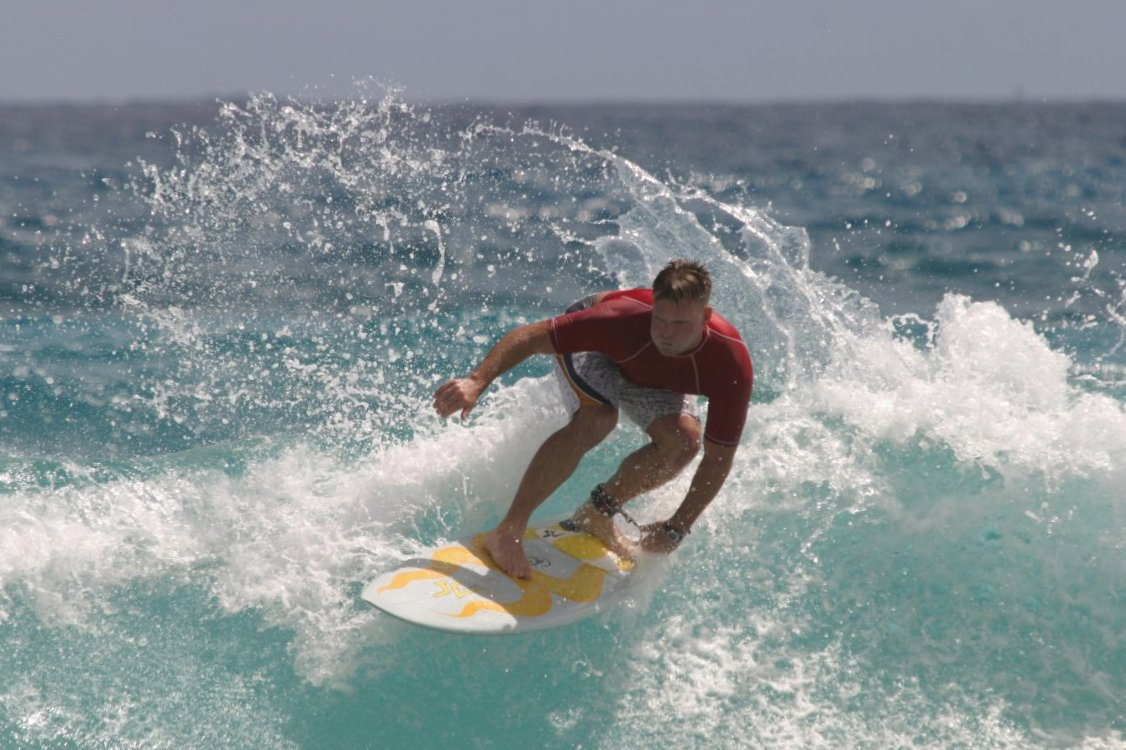
서핑은 대표적인 수상 액티비티 중 하나이다.

최근 MZ세대를 중심으로 운동과 레저활동을 목적으로 여행을 떠나는 ‘스포츠케이션’(Sports+Vacation)이 주목받고 있다. 이는 코로나19 장기화로 건강 관리에 대한 중요성이 높아진 데다 이색적인 경험을 중시하는 MZ세대의 성향이 반영된 것으로 풀이된다. 여가 액티비티 플랫폼 프립(Frip)이 MZ세대를 대상으로 실시한 설문조사에 따르면, 응답자의 72.4%가 휴가 시 액티비티 활동을 즐기겠다고 답했다. 액티비티 선호 이유로 ‘일상을 벗어난 새로운 경험을 위해’가 83.9%로 가장 높았다.
액티비티 중에서도 서핑, 스킨스쿠버, 스노쿨링, 웨이크보드, 수상스키, 프리다이빙 등의 수상레저스포츠가 인기를 끌고 있다. 수상레저스포츠는 자연에서 짜릿하고 시원하게 즐길 수 있어서 오래전부터 여러 연령대의 사랑을 받았다. 그런데 최근 워라밸과 개인의 여가시간을 중요하게 생각하는 MZ세대의 라이프 스타일이 확산된 영향으로 다시 수상레저스포츠가 유행하고 있다. 많은 청년들이 개인의 여가시간을 오로지 개인의 스트레스 해소와 자기계발을 위해 쓰는 것을 추구하고 있다. 그리고 개개인의 소득이 증가하면서 프리미엄 라이프가 인기를 끌며 수상레저스포츠에 대한 관심이 증가한 것이다. 거기에 코로나19로 인해 폐쇄된 공간에 모여 여가시간을 보내기 어려워지는 상황까지 더해져 야외에서 여가시간을 보낼 수 있는 곳을 찾다보니 자연스럽게 비교적 넓은 공간에서 활동을 하는 수상레저스포츠가 인기를 끌게 되었다.

#### MBTI
코로나19 이후 MZ세대에게 인기를 얻으며 전 세대로 퍼지고 있는 성격유형검사 MBTI(마이어스-브릭스 유형 지표·Myers-Briggs Type Indicator)가 하나의 문화로 자리잡았다. MBTI가 MZ세대의 프로필 '필수 항목'이 되자, 연예·스포츠 스타들도 자신의 성격유형을 속속 공개하며 화제몰이에 동참하고 있다. 기업들 또한 MBTI를 활용한 마케팅이 한창이다.
MBTI는 주의초점, 인식유형, 판단방식, 생활양식 등 네 지표를 각각 외향형(E)·내향형(I), 감각형(S)·직관형(N), 사고형(T)·감정형(F), 판단형(J)·인식형(P)으로 나눠 총 16개의 성격 유형을 알려준다.
기나긴 '집콕' 생활로 대면접촉이 줄어든 상황에서 SNS를 통해 급속히 퍼진 MBTI는 2030세대가 자신을 표현하는 '코드'임과 동시에 타인을 이해하는 '도구'의 역할을 톡톡히 하고 있다. 자신의 정체성을 공유하고 같은 유형에 공감한다. 특히 성격의 단점이 아닌 장점에 집중해 가능성을 보려는 특징 때문에, '틀림'이 아닌 '다름'을 중시하는 젊은 세대의 가치관과 맞물려 인기가 식지 않고 있다. 교육·취업 관련 진로 선택 등에서 간간이 사용됐던 MBTI는 최근 아워홈 등 일부 기업에서 자기소개서에 항목을 마련하는 등 공식적인 활용 범위가 넓어지고 있다.
제주신화월드는 MBTI 유형별 맞춤 호캉스 상품을 제안했다. 사전 계획과 실행을 중요시하는 EJ유형(ESTJ·ESFJ·ENFJ·ENTJ)에게는 숙박과 다양한 체험형 즐길 거리를 알차게 실행할 수 있는 '올인월드 골드' 패키지를, 자유분방하고 융통성 있으며 모험을 즐기기 좋아하는 EP유형(ESTP·ESFP·ENFP·ENTP)에게는 다양한 경험과 도전적인 여행을 즐길 수 있도록 '호캉스 IN 제주' 패키지를 추천하는 식이다. 롯데리조트가 론칭한 웹매거진 '트래브러리'에서도 MBTI 유형별 여행정보를 소개했다. 카카오엔터테인먼트 뮤직플랫폼 멜론은 MBTI별 좋아할 만한 음악을 개인화 큐레이션 서비스에 포함하고, NHN벅스도 MBTI 유형별로 어울리는 음악을 추천해주는 'MBTI 음악 특집'을 오픈했다. NH투자증권은 MZ세대를 겨냥한 '투자 놀이터' 콘셉트의 디지털 플랫폼 '투자가 문화로'를 론칭하며, 투자 성향 MBTI 진단을 주요 항목으로 포진시켰다.

## 부작용

### N포 세대
n포세대란 연애, 결혼, 출산, 집, 경력 등 n가지를 포기한 사람들을 부르는 신조어이다.
MZ세대가 n포 세대의 주를 이루고 있는데 중고등학교 시절 국내의 경쟁적인 사회 분위기로 인하여 학업 스트레스와 학자금 대출에 대한 부담을 받았고 이는 곧 n포 현상으로 이루어졌다.

### 부의 양극화 심화
통계청이 조사한 결과에 따르면 상위 20%의 자산은 하위 20%의 35.2배나 됐다. 이는 2019년 33.2배보다 격차가 커진 것이다. 부모에게 자산을 물려받는 ‘부의 대물림’이 이처럼 자산 격차를 더 키우고 있다는 분석이다.
특히 코로나 19사태 이후 자산시장이 과열된 상황에서 부동산과 주식 같은 자산가격이 급등, 부모의 도움으로 이를 보유한 청년 세대의 자산 가치가 커진 반면 부모의 도움을 받지 못한 청년들의 경우에는 자산을 불리기 위해 소위 '영끌'의 방법을 이용해도 한계가 있다. 이로 인하여 부의 양극화는 점차 심각해지고 있는 상황이고 청년층의 상대적 박탈감을 키우고 있다.

## MZ세대 개념에 대한 비판
2021년 이후 대한민국 사회에서는 밀레니얼 세대와 Z세대를 하나로 묶은 MZ세대라는 새로운 세대구분법이 사회적으로 쓰이고 있으며, 이에 따라 정치권에서도 과거 '젊은 층' 이라고 불렀던 명칭을 MZ세대로 바꿔 이들을 위한 정치적 마켓팅을 연구하고 활용하고 있다. 그러나 MZ 세대는 1980년대생부터 2010년대 초반생의 20년이 넘는 나이 차이와 이에 따라 생기는 문화, 세대, 경험했던 매체의 차이가 전혀 고려되지 않은 잘못된 구분법이라는 비판을 받고 있다.

## 같이 보기
- 잃어버린 세대 (Lost Generation)
- 베이비부머 세대 (Baby Boomers)
- X세대 (Generation X)
- 밀레니얼 세대 (Millennials)
- Z세대 (Generation Z)
- 사토리 세대(さとり世代)

## 참고 문헌
- Palfrey, John; Gasser, Urs (2008). 《Born Digital: Understanding the First Generation of Digital Natives》. Basic Books. ISBN 9780465005154.
- Arum, Richard; Roksa, Josipa (2011). 《Academically Adrift - Limited Learning on College Campuses》. Chicago, IL: The University of Chicago Press. ISBN 9780226028569.
- McCrindle, Mark; Wolfinger, Emily (2014). 《The ABC of XYZ: Understanding the Global Generations》. McCrindle Research.
- Combi, Chloe (2015). 《Generation Z: Their Voices, Their Lives》. London: Hutchinson. OCLC 910606762.
- Greenspan, Louise; Deardorff, Julianna (2015). 《The New Puberty: How to Navigate Early Development in Today's Girls》. Rodale Books. ISBN 978-1623365981.